# Tremblois-lès-Rocroi
Tremblois-lès-Rocroi is een gemeente in het Franse departement Ardennes (regio Grand Est) en telt 154 inwoners (2021). De plaats maakt deel uit van het arrondissement Charleville-Mézières. De gemeente bestaat uit 2 plaatsen: Tremblois-Les-Rocroi en Le Piquet.

## Geografie
De oppervlakte van Tremblois-lès-Rocroi bedraagt 1,6 km², de bevolkingsdichtheid is 104,4 inwoners per km².
De onderstaande kaart toont de ligging van Tremblois-lès-Rocroi met de belangrijkste infrastructuur en aangrenzende gemeenten.

## Demografie
Onderstaande figuur toont het verloop van het inwonertal (bron: INSEE-tellingen).

Vanwege een beveiligingsprobleem met de MediaWiki Graph-software is het momenteel niet mogelijk deze grafiek weer te geven. Zodra de software is bijgewerkt zal de grafiek vanzelf weer zichtbaar worden.

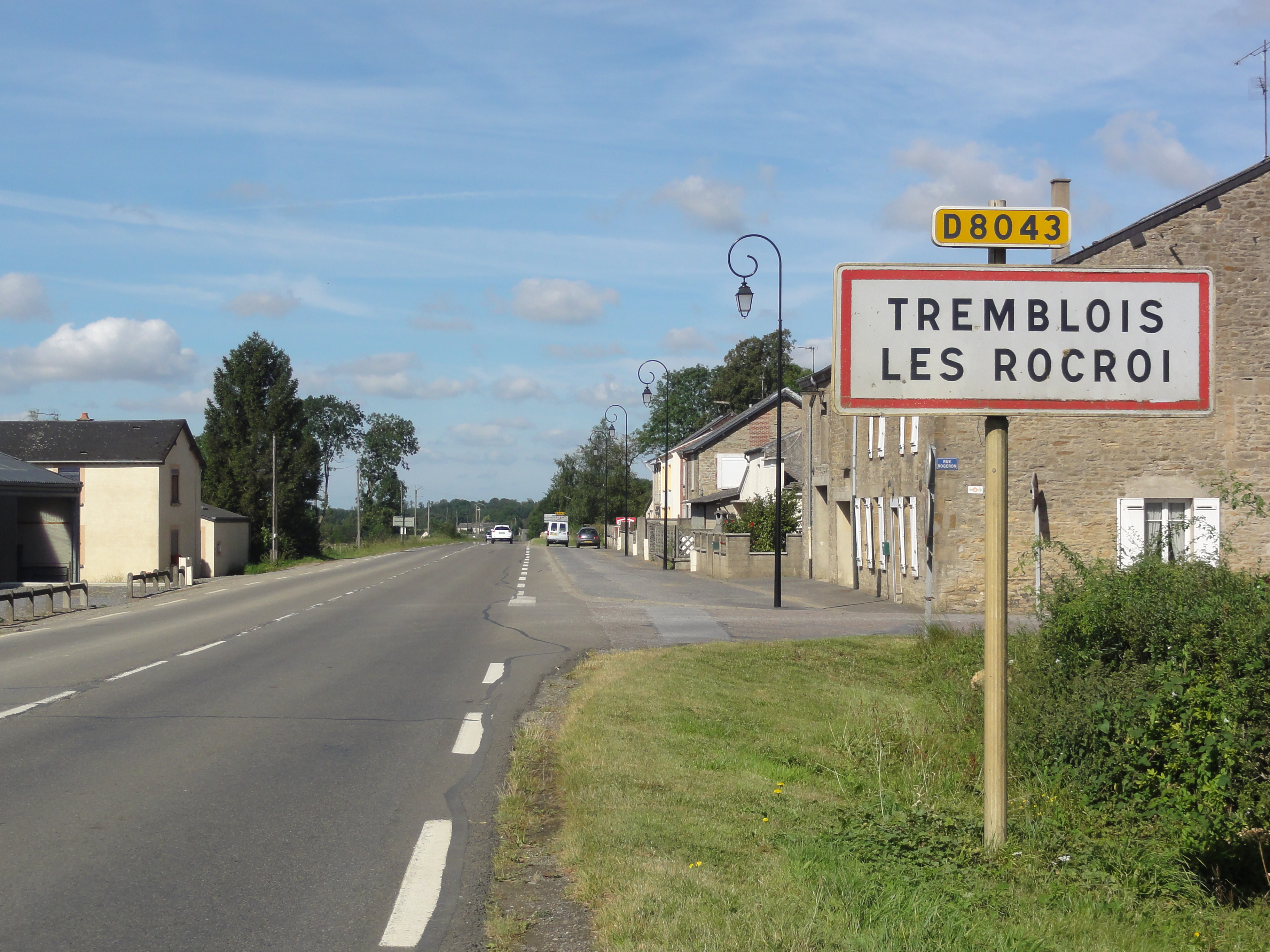
Entree van Tremblois-lès-Rocroi
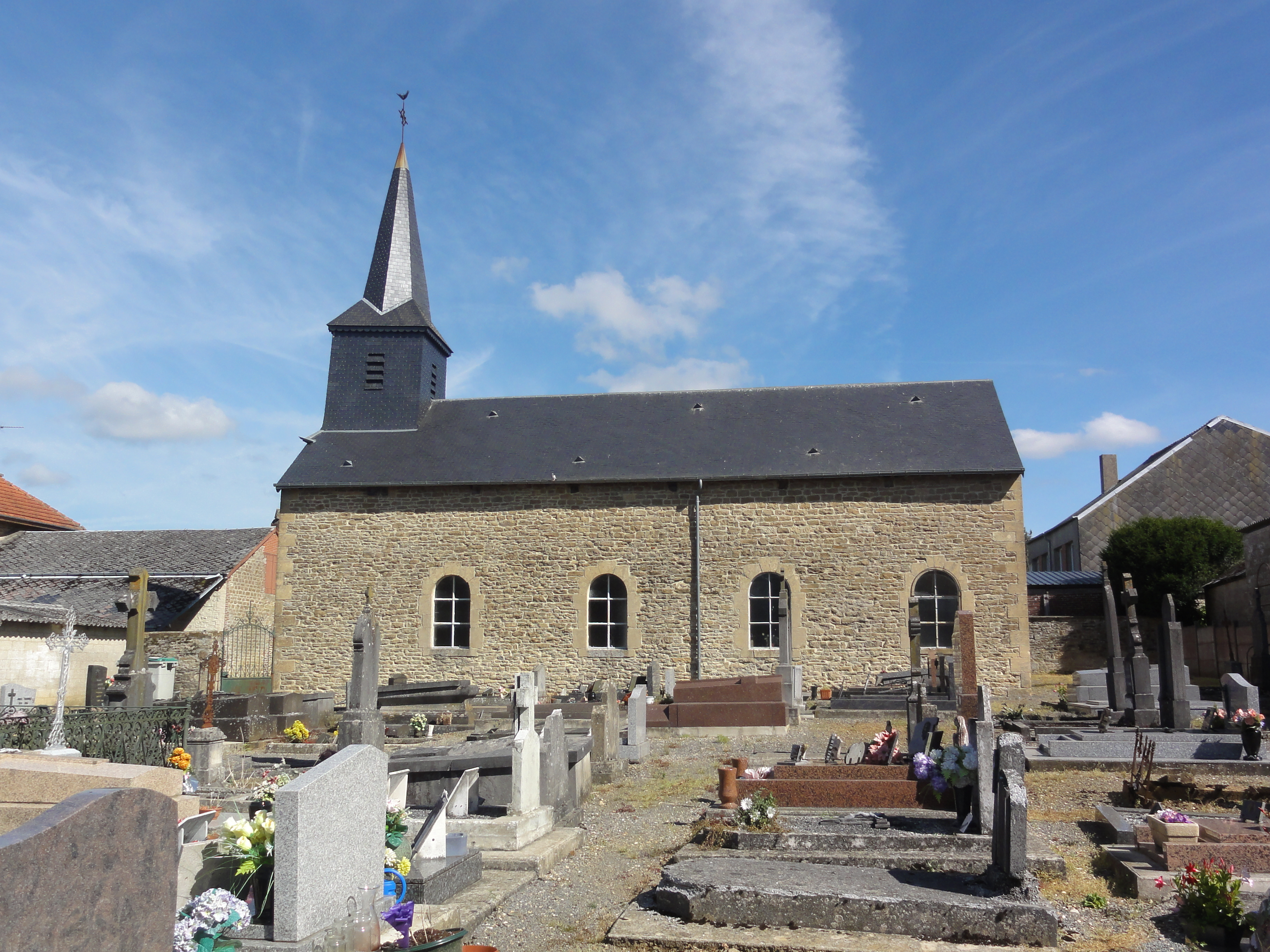
Kerk